# FCM Bacău
Der FCM Bacău war ein rumänischer Fußballverein aus Bacău. Er spielte 42 Jahre in der 1. rumänischen Liga. Seine größten Erfolge waren das Erreichen des rumänischen Pokalfinals im Jahr 1991 und das Erreichen des Viertelfinales im Messepokal 1970.

## Geschichte
Der FCM Bacău wurde im Jahr 1950 als Dinamo Bacău gegründet. In der Saison 1956 spielte Dinamo erstmals in der Divizia A, der höchsten Spielklasse Rumäniens, stieg aber umgehend wieder ab. Einen Schub erhielt Dinamo, als im Jahr 1958 die Divizia-A-Mannschaft von Dinamo Cluj (früher Unirea Tricolor Bukarest) nach Bacău delegiert wurde. Dadurch wurde Dinamo wieder erstklassig. In der Saison 1958/59 konnte sich Dinamo erstmals unter den ersten fünf Mannschaften platzieren und hielt dieses Niveau, ehe sie in der Saison 1962/63 in die Divizia B abstieg.
Nach dem Wiederaufstieg 1967 konnte Dinamo sofort an frühere Erfolge anknüpfen und auf Anhieb Platz 6 belegen. Nach Platz 5 in der Saison 1968/69 qualifizierte sich Dinamo erstmals für den Messepokal. Hier erreichte die Mannschaft in der Saison 1969/70 nach Siegen gegen FC Floriana, Skeid Oslo und FC Kilmarnock überraschend das Viertelfinale, wo sie allerdings deutlich gegen den späteren Sieger FC Arsenal ausschied.
Im Jahr 1970 änderte der Verein seinen Namen in Sport Club Bacău. In der Saison 1972/73 erreichte der SC mit dem 4. Platz seine beste Platzierung in der Geschichte der Divizia A, stieg aber in der darauffolgenden Saison erneut ab. Nach dem sofortigen Wiederaufstieg spielte der SC lange Jahre im Mittelfeld der Divizia A und gelangte nur in wenigen Jahren nahe an die Abstiegszone.
Nach dem Ende des Kommunismus in Rumänien änderte der Verein seinen Namen im Jahr 1990 in FC Bacău. Mit dem Erreichen des rumänischen Pokalfinals im Jahr 1991 gegen Universitatea Craiova gelang dem FC sein größter nationaler Erfolg. Da Craiova im gleichen Jahr rumänischer Meister wurde, qualifizierte sich der FC für den Europapokal der Pokalsieger, schied aber nach zwei deutlichen Niederlagen gegen späteren Sieger Werder Bremen bereits in der 1. Runde aus.
1992 brachte einen Umbruch im Fußball von Bacău: die Fußballabteilung löste sich unter dem Namen FC Selena Bacău und unter der Führung des Geschäftsmannes Dumitru Sechelariu aus dem Verein. und der 1977 gegründete Ortsrivale Aripile Bacău änderte seinen Namen in CS Aerostar Bacău.
In der Saison 1992/93 stieg Selena aus der Divizia A ab. Nach dem Aufstieg 1995 wurde der Name erneut geändert, diesmal in AS Bacău. Im Jahr 1997 gab es die bis heute letzte Namensänderung und der Verein gab sich den heutigen Namen FCM Bacău. Die Saison 2000/01 beendete FCM erneut auf einem Abstiegsplatz und war zudem anschließend Farul Constanța in den Relegationsspielen unterlegen, kaufte aber dem Aufsteiger FC Baia Mare dessen Platz in der Divizia A ab. In den darauffolgenden Jahren spielte FCM stets gegen den Abstieg. In der Saison 2005/06 konnte dieser schließlich nicht mehr verhindert werden, als die Mannschaft mit deutlichem Abstand den letzten Platz belegte und in die Liga II abstieg. Am 3. November 2007 löste Costel Orac den bisherigen Chefcoach Cristian Popovici ab. In sieben Meisterschaftsspielen konnte Orac jedoch nur einen Sieg holen und wurde daraufhin am 16. März 2008 durch seinen Vorgänger ersetzt. Nach der Hinrunde der Saison 2008/09 wurde am 11. Januar 2009 Gheorghe Poenaru, der bis Oktober 2008 Trainer von Aerostar Bacău gewesen war, als Nachfolger von Cristian Popovici vorgestellt, der den Verein in Richtung FC Botoșani verließ.
2010 wurde der bisherige Tiefpunkt der Vereinsgeschichte erreicht: nach den schwankenden Leistungen der Mannschaft im Laufe der Zweitligasaison 2009/10 und nach Streitigkeiten mit den örtlichen Behörden reduzierte Dumitru Sechelariu, der langjährige Mäzen des Vereins und von 1996 bis 2004 als Vertreter der Partidul Social Democrat Bürgermeister von Bacău, sein finanzielles Engagement erheblich. Da sich Sechelariu weigerte, ohne jegliche Verhandlungen zu Gunsten des Stadtrats auf seine Anteile am Verein zu verzichten, kam es Mitte März 2010 zu keiner Einigung. Infolgedessen musste der Verein sein Heimspiel vom 20. März 2010 gegen Steaua II Bukarest absagen, weil für die Kosten der Veranstaltung nicht aufgekommen werden konnte. Um den Spielbetrieb bis zum Saisonende aufrechtzuerhalten, wurden anschließend seitens des Bürgermeisteramtes weitere öffentliche Gelder bewilligt. Dennoch sagte Relu Damian, der Präsident des Vereins, am 4. Juni 2010 das Heimspiel, das am nächsten Tag im Rahmen des vorletzten Spieltags gegen Dunărea Galați ausgetragen werden sollte, überraschend ab. Diese zweite Spielabsage innerhalb einer Saison bedeutete laut Reglement zugleich den Ausschluss des Vereins aus der Meisterschaft und damit den erstmaligen Abstieg in die Liga III, obwohl der Klassenerhalt sportlich bereits sichergestellt worden war. Am 7. Juni 2010 gab Romeo Stavarache, Vertreter der Partidul Național Liberal und Nachfolger von Sechelariu im Amt des Bürgermeisters, bekannt, dass die örtlichen Behörden ab der Saison 2010/11 die finanzielle Unterstützung von FCM Bacău einstellen würden. Stattdessen wurde Mesagerul Bacău, der Neuaufsteiger in die Liga III, in Asociația Sport Club Bacău umbenannt und seitens des Stadtrats und des Bürgermeisteramts mit den notwendigen finanziellen Mitteln ausgestattet. Diese wurden unter anderem dafür aufgewendet, um wechselwilligen Spielern von FCM Bacău seit Monaten ausstehende Gehälter zu bezahlen. Mit dem FC Willy Bacău musste im August 2010 zudem ein weiterer Drittligist aus der Stadt neun Jahre nach seiner Gründung den Spielbetrieb mangels Sponsoren einstellen.
Allen Widrigkeiten zum Trotz entschloss sich Dumitru Sechelariu ab Juli 2010 zu einem Neuaufbau des FCM Bacău unter der Führung des bisherigen Trainers Gheorghe Poenaru und des neuen Präsidenten Daniel Scânteie, einem ehemaligen Spieler des Vereins. Das verbliebene Aufgebot verstärkte er mit zwei früheren Leistungsträgern, Ștefan Apostol und Cornel Codreanu, und ein neuer Mannschaftsbus wurde erworben und mit dem Werbeslogan „FCM Bacău, echipa ta de suflet“ versehen. Nachdem Pambac Bacău sportlich abgestiegen war, gab es in der Staffel 1 der Liga III somit in der Saison 2010/11 drei Vertreter der Stadt: FCM Bacău, der seine Heimspiele im Stadionul Municipal austrug, ASC Bacău mit dem Letea-Stadion als Heimstadion, sowie Aerostar Bacău, das im Aerostar-Stadion zuhause war. Sechelarius Investitionen wurden zum Saisonende mit dem Aufstieg des FCM Bacău in die Liga II belohnt, nachdem der Verein in 26 Saisonspielen 23 Siege und drei Unentschieden erzielen und den vom Stadtrat finanzierten ASC Bacău mit zehn Punkten Abstand auf den zweiten Platz verweisen konnte.
In der Saison 2012/13 zog sich der FCM Bacău nach dem 1. Spieltag aus der 2. Liga zurück. Die Folge war der Abstieg in die 3. Liga, in der sich der Verein kurz vor Saisonbeginn auch zurückzog. Der Club sollte daraufhin in der 4. Liga der Saison 2014/15 starten. Der Verein wurde zu diesem Zeitpunkt aufgelöst.

## Erfolge
- Rumänisches Pokalfinale: 1991
- Viertelfinale im Messepokal: 1970

## Bekannte Spieler
- Sorin Avram
- Eugen Baciu
- Valentin Bădoi
- Vasile Chitaru
- Radu Ciobanu
- Andrei Cristea
- Marius Croitoru
- Emerich Dembrovszki
- Nicolae Florea
- Aristică Ghiță
- Dorin Goian
- Lică Movilă
- Vlad Munteanu
- Vasile Panait
- Florin Prunea

## Ehemalige Trainer
- Nicolae Dumitru (1967 bis 1969, 1976 bis 1978, 1984 bis 1986)
- Ioan Lupescu (2003 bis 2004)
- Cristian Popovici (bis 3. November 2007, 16. März 2008 bis 11. Januar 2009, April 2012 bis September 2012)
- Costel Orac (3. November 2007 bis 16. März 2008)
- Gheorghe Poenaru (seit 11. Januar 2009 bis April 2012)